# Předseda Senátu Parlamentu České republiky
Předseda Senátu Parlamentu České republiky je senátor a hlava Senátu Parlamentu České republiky, z hlediska protokolu druhý ústavní činitel státu. Horní komora jej volí vždy po volbách do třetiny Senátu, standardně po dvouletém funkčním období. První volby do Senátu proběhly až v listopadu 1996. Proto také mohl být předseda zvolen až po ustavení horní komory, přestože s ní Ústava počítala již při vzniku České republiky 1. ledna 1993.
Od 19. února 2020 je předsedou Senátu Miloš Vystrčil z ODS, který v tomto úřadu nahradil v průběhu 12. funkčního období zemřelého stranického kolegu Jaroslava Kuberu.

## Pravomoci
Předseda Senátu na základě zákona o jednacím řádu Senátu (č. 107/1999 Sb.) zastupuje horní komoru navenek, podepisuje její zákonná opatření a usnesení, dává souhlas, aby byl odevzdán soudu zadržený senátor nebo soudce Ústavního soudu, který byl dopaden při spáchání trestného činu nebo bezprostředně poté, dále pak svolává, zahajuje a ukončuje schůzi Senátu a stanovuje pořadí, v němž jej budou místopředsedové zastupovat v průběhu funkčního období. V době přerušení zasedání svolává komoru ke schůzi před stanoveným termínem, přerušuje schůzi při nepořádku, nebo není-li komora schopna se usnášet. Vyhlašuje volby prezidenta republiky, do jeho rukou také nově zvolený prezident skládá slib a může se vzdát úřadu.
Rozhoduje také o použití státních vlajek na budovách sídla Senátu, jmenuje a odvolává po schválení organizačním výborem vedoucího Kanceláře, oznamuje prezidentovi republiky a ministrovi vnitra, že mandát senátora zanikl v průběhu jeho volebního období, s výjimkou případů, kdy mandát senátora zanikl v posledním roce před uplynutím jeho volebního období.
Pokud se uvolní úřad prezidenta republiky v době, kdy je Poslanecká sněmovna rozpuštěna, přísluší mu podle 66. článku Ústavy výkon příslušných funkcí prezidenta původně svěřených předsedovi Poslanecké sněmovny.
Disponuje jedním ze sedmi klíčů od dveří do Korunní komory v kapli svatého Václava v katedrále sv. Víta, kde jsou uloženy české korunovační klenoty.
Uděluje Stříbrnou medaili předsedy Senátu.

## Odvolání
Během funkčního období lze předsedu Senátu odvolat pouze na základě písemné žádosti nejméně jedné třetiny senátorů.